# Miombowever
De miombowever (Ploceus angolensis) is een zangvogel uit de familie Ploceidae (wevers en verwanten).

## Verspreiding en leefgebied
Deze soort komt voor van Angola tot noordelijk Zambia en uiterst zuidoostelijk Congo-Kinshasa.